# 通海口镇
通海口镇，是中华人民共和国湖北省仙桃市下辖的一个乡镇级行政单位。

## 行政区划
通海口镇下辖以下地区：
柴河社区、永襄社区、堤湾村、娄沈台村、马套村、协伟村、碾盘村、永长河村、石垸村、采桑村、向阳村、陈闸村、东堤村、新街村、王家渡村、熊庙村、苏滩村、武脑村、潘坝村、共和村、星红村、柳李村、桂花台村、陈家村、五七村、海峰村、排湖村和通海口渔场村。